# Юницкий, Юрий Павлович
Юрий Павлович Юни́цкий (1906—1963) — советский оперный певец (баритон). Заслуженный артист РСФСР (1941). Лауреат Сталинской премии второй степени (1952).

## Биография
Ю. П. Юницкий родился 4 (17 января) 1906 года в Шуе (ныне Ивановская область). В 1923—1925 годах учился в Ивановском музыкальном техникуме у Е. Г. Архангельской. В 1930—1941 годах брал уроки у В. В. Голицынской. В 1925 году дебютировал на сцене Оперной студии имени К. С. Станиславского, где оставался солистом до 1958 года. В 1941—1954 годах вёл концертную деятельность. В 1959—1963 годах главный редактор Главной редакцию музыкального радиовещания, старший редактор редакции симфонической, оперной и камерной музыки. Ю. П. Юницкий умер 13 декабря 1963 года. Похоронен в Москве на Пятницком кладбище.

## Оперные партии
- 1925 — «Борис Годунов» М. П. Мусоргского — Щелкалов
- «Евгений Онегин» П. И. Чайковского — Евгений Онегин
- «Пиковая дама» П. И. Чайковского — Елецкий
- «Свадьба фигаро» В. А. Моцарта — Фигаро
- «Дон Паскуале» Г. Доницетти — Малатеста
- «Риголетто» Дж. Верди — Риголетто
- «Бал-маскарад» Дж. Верди — Ренато
- «Сицилийская вечерня» Дж. Верди — Монфор
- «Семён Котко» С. С. Прокофьева — Царёв
- «Станционный смотритель» В. Н. Крюкова — Минский
- «Суворов» С. Н. Василенко — Багратион
- 1951 — «Семья Тараса» Д. Б. Кабалевского (вторая редакция) — Степан
- «Фрол Скобеев» Т. Н. Хренникова — Фрол

## Награды и премии
- заслуженный артист РСФСР (1941)
- Сталинская премия второй степени (1952) — за исполнение партии Степана в оперном спектакле «Семья Тараса» Д. Б. Кабалевского